# ℞ (musikgrupp)
℞ eller Rx var ett sidoprojekt bestående av Skinny Puppy sångaren Nivek Ogre i samarbete med bolaget Invisible Records grundare Martin Atkins.
Projektet gick ursprungligen under namnet Ritalin, men ändrades därefter till enbart "Rx", troligtvis på grund av symboliska och legala orsaker. Gruppens enda album Bedside Toxicology gavs ut 1998 och var en nyskapande produktion för den experimentella industrial genren.

## Diskografi
- Bedside Toxicology (1998)

## Externa sidor
- Officiell Webbsida för Skinny Puppy